# Cosinussatsen
Cosinussatsen relaterar längden av en sida i en godtycklig triangel till längderna av de andra två samt den till sidan motstående vinkeln.
Antag en triangel med sidlängderna a, b och c och med vinklarna α, β och γ: 
Då gäller att
{\displaystyle a^{2}=b^{2}+c^{2}-2bc\cdot \cos \alpha }
{\displaystyle b^{2}=a^{2}+c^{2}-2ac\cdot \cos \beta }
{\displaystyle c^{2}=a^{2}+b^{2}-2ab\cdot \cos \gamma }
Om någon vinkel är rät erhålls Pythagoras sats då cosinus för en rät vinkel är 0.

## Bevis

### Bevis med Pythagoras sats
Eftersom vinkeln mellan {\displaystyle h} och {\displaystyle c} är rät, ger Pythagoras sats:
{\displaystyle \ a^{2}=\left(a\cos \beta \right)^{2}+h^{2}} och {\displaystyle b^{2}=\left(b\cos \alpha \right)^{2}+h^{2}\Leftrightarrow h^{2}=b^{2}-\left(b\cos \alpha \right)^{2}}
vilka ger:
{\displaystyle \ a^{2}=\left(a\cos \beta \right)^{2}+h^{2}=\left(a\cos \beta \right)^{2}+\left(b^{2}-\left(b\cos \alpha \right)^{2}\right)}
Enligt definitionen på cosinus är:
{\displaystyle |{\overline {BD}}|=a\cos \beta } och {\displaystyle |{\overline {DA}}|=b\cos \alpha }
och då {\displaystyle c=|{\overline {BA}}|=|{\overline {BD}}|+|{\overline {DA}}|=a\cos \beta +b\cos \alpha } får vi:
{\displaystyle \ a\cos \beta =c-b\cos \alpha }
vilket om det insätts i uttrycket för {\displaystyle \ a^{2}} ger
{\displaystyle a^{2}=\left(c-b\cos \alpha \right)^{2}+b^{2}-\left(b\cos \alpha \right)^{2}=c^{2}-2bc\cdot \cos \alpha +\left(b\cos \alpha \right)^{2}+b^{2}-\left(b\cos \alpha \right)^{2}\Rightarrow }
{\displaystyle a^{2}=b^{2}+c^{2}-2bc\cdot \cos \alpha }

### Bevis med avståndsformeln
En triangel har sidorna a, b, c. Genom att placera triangeln i ett koordinatsystem kan sidlängderna beräknas enligt avståndsformeln med
{\displaystyle A=(b\cos \theta ,b\sin \theta ),\quad B=(a,0),\quad C=(0,0)}
Med hjälp av avståndsformeln kan längden av sidan c skrivas som
{\displaystyle c={\sqrt {(a-b\cos \theta )^{2}+(0-b\sin \theta )^{2}}}\quad \Rightarrow }
{\displaystyle c^{2}=(a-b\cos \theta )^{2}+(-b\sin \theta )^{2}}
{\displaystyle c^{2}=a^{2}-2ab\cos \theta +(b\cos \theta )^{2}+(b\sin \theta )^{2}}
{\displaystyle c^{2}=a^{2}+b^{2}(\sin ^{2}\theta +\cos ^{2}\theta )-2ab\cos \theta }
och slutligen (via "trigonometriska ettan": {\displaystyle \sin ^{2}\theta +\cos ^{2}\theta =1})
{\displaystyle c^{2}=a^{2}+b^{2}-2ab\cdot \cos \theta }